# سبيدر مارتن
سبيدر مارتن (بالإنجليزية: Spider Martin)‏ هو صحفي ومصور أمريكي، ولد في 1 أبريل 1939 في فيرفيلد في الولايات المتحدة، وتوفي في 8 أبريل 2003 في Blount Springs, Alabama ‏ في الولايات المتحدة.